# Deltaspis marginella
Deltaspis marginella är en skalbaggsart som beskrevs av Bates 1891. Deltaspis marginella ingår i släktet Deltaspis och familjen långhorningar. Inga underarter finns listade i Catalogue of Life.